# St. Andreas (Środa Śląska)

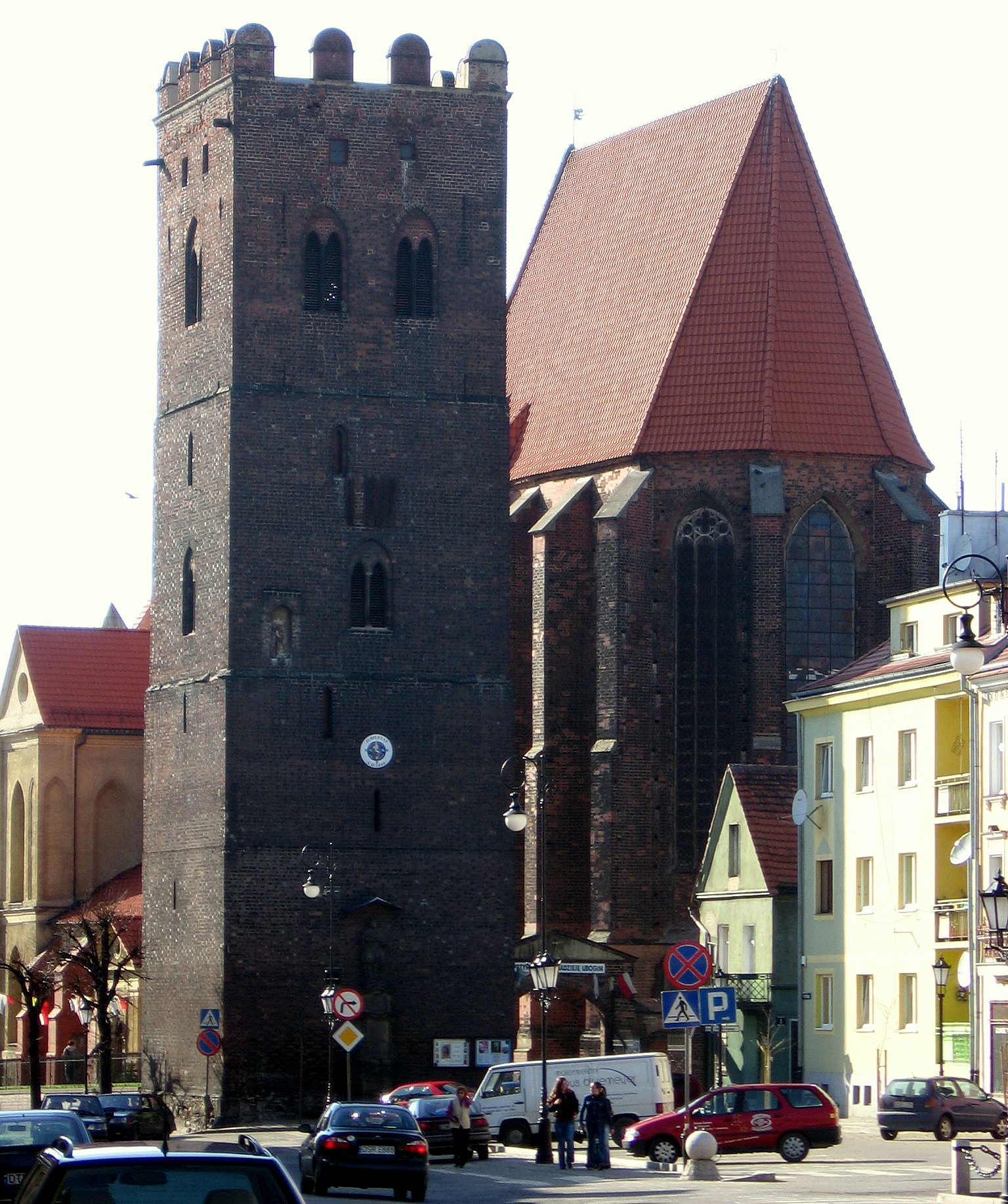
St. Andreas in Neumarkt/Schlesien

Die römisch-katholische Pfarrkirche St. Andreas in Środa Śląska (deutsch: Neumarkt) im Powiat Średzki in der Woiwodschaft Niederschlesien in Polen gilt als die älteste Backsteinkirche Schlesiens.

## Geschichte
Der Bau wurde in zwei Bauabschnitten um 1220/30 und in der zweiten Hälfte des 13. Jahrhunderts errichtet. Der freistehende Glockenturm wurde 1350 fertiggestellt. Die Bauzeit des gotischen Chors wird auf 1388 geschätzt. Um 1500 gehörte die Kirche den Breslauer Kreuzherren mit dem Roten Stern. Während der Reformation war sie 1540–1654 protestantisch. Nach den Zerstörungen im Dreißigjährigen Krieg wurde sie 1670–1675 im Zuge der Gegenreformation rekatholisiert und im Inneren barockisiert. Der westliche Teil mit niedrigerem Schiff und die Westfront wurden 1828 angebaut.

## Bauwerk

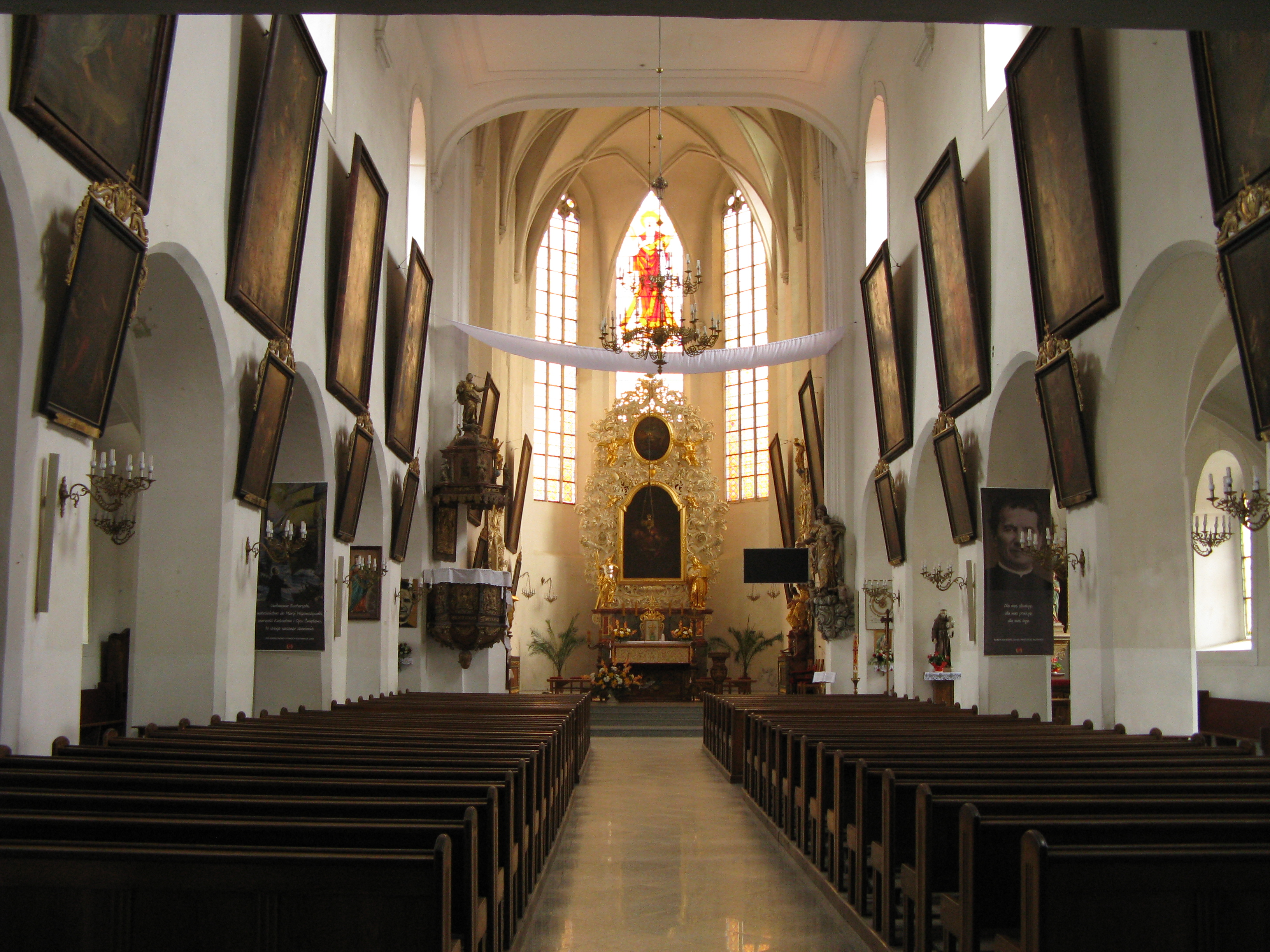
Kircheninneres

Die Mauern des spätromanischen Langhauses haben sich gut erhalten. Bemerkenswert ist seine Höhe von über 40 m. Die Lage der ursprünglichen Obergadenfenster ist jedoch noch erkennbar, darüber verlaufen noch ein Kreuzbogenfries und ein wulstartiges Gesims. Der 1350 vollendete freistehende Glockenturm diente wohl auch als Wehrturm, denn er hat bis zu einer Höhe von zwei Metern nur schießschartenartige Fenster. Der Turm steht auch an der Ecke Unterring/Liegnitzer Straße, wo das Gelände abzufallen beginnt. Auf der dem Ring zugewandten Seite befindet sich eine Figur des böhmischen Landesheiligen Johannes Nepomuk. Der westliche Teil des Kirchenschiffs von 1828 hat eine niedrigere Höhe. Auch die Westfront stammt aus dem Jahr 1828. Die Außenmauern der Seitenschiffe haben eine Vertikalgliederung in Form schmaler und profilierter Lisenen. 

## Kircheninneres
Im Inneren ist der Bau eine flach gedeckte sechsjochige Pfeilerbasilika. Die Innenausstattung umfasste bis 1945 eine wertvolle Abendmahlsszene, Gemälde der Vierzehn Nothelfer aus der Willmannschen Schule. Die bereits elektrifizierte Orgel wurde 1945 mutwillig zerstört. Die Skulpturen am Hauptaltar mit den hll. Andreas und Hedwig, Herzogin von Schlesien, stammen von Tobias Stahlmeyster. Das Hauptaltargemälde Letztes Abendmahl und Gott der Vater wurden von Georg Wilhelm Neunhertz geschaffen.